# After the Rain
After the Rain (japanisch 恋は雨上がりのように Koi wa Ameagari no Yō ni, deutsch ‚Liebe ist wie nach dem Regen‘) ist eine japanische Manga-Serie, geschrieben und illustriert von Jun Mayuzuki. Eine Anime-Fernsehserie von Wit Studio wurde vom 12. Januar bis 30. März 2018 auf dem Programmblock Noitamina ausgestrahlt. Am 25. Mai 2018 erschien eine Real-Verfilmung.

## Inhalt
Der Manga erzählt die Geschichte von Tachibana Akira, einer 17-jährigen Gymnasiastin. Sie war Mitglied des Leichtathletik-Clubs war, bis sie durch einen Bänderriss aufhören musste. Als sie kurz nach dem Unfall depressiv und einsam durch die Straßen läuft und von einem Regenschauer überrascht wird, findet sie Zuflucht in einem Restaurant. Dort wird sie von Kondo, dem erfolglosen Chef der Filiale aufgeheitert, wodurch sie zum ersten Mal nach dem Unfall wieder einen Lichtblick sieht – weg von dem und denen, die sie immer wieder an ihren Verlust erinnern und mit ihren Erwartungen unwillkürlich Druck ausüben. Daraufhin beginnt sie, auf Teilzeit in dem kleinen Familienrestaurant zu arbeiten, und verliebt sich in den fünfundvierzigjährigen geschiedenen Manager und Vater eines Grundschülers. Auch Kondo hat eine Leidenschaft, die er glaubt loslassen zu müssen. Während sich die beiden näher kommen, beschäftigen sie sich mit den Themen Leidenschaft, Mut, Freundschaft, dem Altsein und dem Jungsein und helfen sich gegenseitig, die Regenzeit hinter sich zu lassen.

## Figuren
Akira Tachibana (橘 あきら, Tachibana Akira)
Sprecher: Sayumi Watabe
Schauspieler: Nana Komatsu
Die junge Gymnasiastin hat einen scharfen, durchdringenden Gesichtsausdruck, der viele Leute etwas misstrauisch gegenüber ihr macht. Sie war Teil des Lauf-Teams ihrer Schule, bevor sie wegen einer Beinverletzung das Laufen aufgeben musste. Nachdem sie in eine Depression gefallen war, traf sie Masami, der sie freundlich behandelte und ihr einen kostenlosen Kaffee anbot, als sie im Restaurant vor dem Regen Schutz suchte. Mit diesem Akt der Güte, begann ihre Verliebtheit in ihn. Trotz ihrer kalten und unnahbaren Art ist sie eigentlich eher schüchtern vor allem, wenn es um Masami geht.
Masami Kondō (近藤 正己, Kondō Masami)
Sprecher: Hiroaki Hirata
Schauspieler: Yō Ōizumi
Der Manager eines Familienrestaurants ist ein freundlicher, schüchterner Mann, der von seinen Mitarbeitern oft als zu schwach kritisiert wird. Er ist geschieden und hat einen jungen Sohn namens Yuto. Er ist zunächst eher eingeschüchtert von Akira, von der er annimmt, dass sie ihn tatsächlich hasst, während sie ihn nur verliebt anstarrt. Er ist ein Fan von Belletristik und liest gerne Bücher. Bevor er Restaurantleiter wurde, schrieb er zusammen mit seinem ehemaligen Studienkollegen und heute bekannten Schriftsteller Chihiro Kujo Romane.
Haruka Kyan (喜屋武 はるか, Kyan Haruka)
Sprecher: Emi Miyajima
Schauspieler: Nana Seino
Akiras Freundin seit Kindheitstagen und im Leichtathletik Club, die auch nach Akiras Verletzung unerschütterlich an ihrer Freundschaft festhält.
Yui Nishida (西田 ユイ, Nishida Yui)
Sprecher: Haruka Fukuhara
Schauspieler: Honoka Matsumoto
Akiras Mitarbeiterin im Restaurant, sie hat blonde Haare und eine fröhliche Persönlichkeit, sie ist in Takashi verknallt.
Ryōsuke Kase (加瀬 亮介, Kase Ryōsuke)
Sprecher: Tomoaki Maeno
Schauspieler: Hayato Isomura
Chefkoch im Restaurant, der ein sexuelles Interesse an Akira hat. Als er von Akiras Verliebtheit in Masami erfährt, erpresst er sie zu einem Date, um ihr Geheimnis intakt zu halten.
Takashi Yoshizawa (吉澤 タカシ, Yoshizawa Takashi)
Sprecher: Jun’ya Ikeda
Schauspieler: Shōno Hayama
Akiras Mitschüler, der in sie verliebt ist. Er arbeitet zusammen mit Akira im Restaurant als Aushilfe in der Küche.

## Veröffentlichung
Die Serie begann am 27. Juni 2014 (Ausgabe 8/2014) mit der Veröffentlichung in Shogakukans monatlichem Magazin Gekkan! Spirits und lief dort bis zum 27. November 2015 (Ausgabe 1/2016) und wechselte dann zum 18. Januar 2016 (Ausgabe 8/2016) ins wöchentlich erscheinende Schwestermagazin Big Comic Spirits und endete am 19. März 2018 (Ausgabe 16/2018). Die Kapitel wurden in 10 Sammelbänden (Tankōbon) zusammengefasst.
| Nummer | Erstveröffentlichung in Japan | ISBN                    |
| ------ | ----------------------------- | ----------------------- |
| 01     | 9. Jan. 2015                  | ISBN 978-4-09-186728-5. |
| 02     | 10. Apr. 2015                 | ISBN 978-4-09-186868-8. |
| 03     | 11. Sep. 2015                 | ISBN 978-4-09-187200-5. |
| 04     | 12. Jan. 2016                 | ISBN 978-4-09-187417-7. |
| 05     | 10. Juni 2016                 | ISBN 978-4-09-187629-4. |
| 06     | 12. Okt. 2016                 | ISBN 978-4-09-187798-7. |
| 07     | 10. März 2017                 | ISBN 978-4-09-189389-5. |
| 08     | 12. Juli 2017                 | ISBN 978-4-09-189546-2. |
| 09     | 10. Nov. 2017                 | ISBN 978-4-09-189656-8. |
| 10     | 27. Apr. 2018                 | ISBN 978-4-09-189793-0. |

Bis April 2018 wurden von der Reihe mehr als 2 Millionen Exemplare verkauft.
Eine deutsche Übersetzung erschien von September 2018 bis März 2020 unter dem Titel After the Rain bei Altraverse mit allen zehn Bänden. Vertical lizenzierte das Werk für den englischen Sprachraum und brachte es als Omnibus-Fassung, d. h. zwei Bände in einem, ab dem 25. September 2018 heraus. Eine französische Fassung erschien bei Kana, eine spanische bei Ediciones Tomodomo, eine italienische bei Edizioni Star Comics und eine chinesische bei Ching Win Publishing.

## Adaptionen

### Anime
Eine Anime-Fernsehserie wurde im März 2017 angekündigt. Animiert wird sie von Wit Studio unter der Regie von Ayumu Watanabe. Das Drehbuch hat Deko Akao geschrieben und die Charakter-Designs stammen von Yuka Shibata.
Die 12 Folgen erschienen vom 12. Januar bis 30. März 2018 nach Mitternacht (und damit am vorigen Fernsehtag) zuerst auf Fuji TVs Anime-Programmblock noitaminA und den angeschlossenen Sendern Iwate Menkoi TV und Sakuranbo TV, sowie eine halbe bis anderthalb Stunden später auch auf Akita TV, Nagano Hōsō, TV Shizuoka, TV Ehime, Niigata Sōgō Hōsō, TV Kumamoto, Fukushima TV, Kansai TV, TV Shin-Hiroshima, TV Nishi-Nippon, Sendai Hōsō, Kagoshima TV, Tōkai TV, als auch am Folgetag auf Saga TV.
Amazon Prime Video als internationaler, exklusiver Vertriebspartner für noitaminA streamte die Serie unter dem Titel After the Rain unter anderem mit deutschen Untertiteln als Simulcast.
Die Serienmusik wurde von Ryō Yoshimata komponiert. Der Vorspanntitel Nostalgic Rainfall stammt von CHiCO with HoneyWorks, der Abspanntitel Ref: Rain von Aimer.
| Nummer | Deutscher Titel                | Originaltitel                      |
| ------ | ------------------------------ | ---------------------------------- |
| 01     | Das Geräusch des Regens        | Amaoto (雨音)                      |
| 02     | Regen, der von Blättern tropft | Aoba Ame (青葉雨)                  |
| 03     | Regentropfen                   | Ame Shizuku (雨雫)                 |
| 04     | Unaufhörlicher Nieselregen     | Sozoro Ame (漫ろ雨)                |
| 05     | Regen, der auf Blumen tropft   | Kōu (香雨)                         |
| 06     | Wüstenregen                    | Sau (沙雨)                         |
| 07     | Blitzregen                     | Jin’u (迅雨)                       |
| 08     | Sanfter Regen                  | Seiu (静雨)                        |
| 09     | Bedrückender Regen             | Shūu (愁雨)                        |
| 10     | Regenschauer                   | Hakuu (白雨)                       |
| 11     | Regenguss                      | Sōu (叢雨)                         |
| 12     | Vor und nach der Regenzeit     | Tsuyu no Ato Saki (つゆのあとさき) |

### Realfilm
Am 25. Mai 2018 kam ein Realfilm unter der Regie von Akira Nagai und mit dem Drehbuch von Riko Sakaguchi im Vertrieb von Tōhō in die japanischen Kinos.